# Denon
Denon (株式会社デノン Kabushiki Kaisha Denon?) es una compañía electrónica japonesa iniciada en 1910 por Frederick Whitney Horn, un empresario estadounidense. El nombre surgió como una abreviatura de los nombres de las empresas Denki y Onkyo (esta última no debe confundirse con la compañía Onkyo), integradas con otras empresas en 1939. 
La compañía produjo los primeros cilindros fonográficos en Japón, así como los fonógrafos utilizados para reproducirlos. Décadas más tarde, la empresa estuvo involucrada en las primeras etapas del desarrollo de la tecnología del audio digital, mientras se especializaba en la fabricación de equipos de alta fidelidad tanto para aplicaciones profesionales como de consumo. Denon construyó la primera máquina grabadora de discos profesional de Japón que se usó para registrar el discurso del emperador Hirohito, la histórica alocución radiofónica del 15 de agosto de 1945 que ponía fin a la Segunda Guerra Mundial con la rendición de Japón. Durante muchas décadas, Denon sería una marca más de Nippon-Columbia, que también incluía su propio sello discográfico.
En 2001, Denon se escindió como una empresa separada, con un 98% en manos de Ripplewood Holdings y el 2% restante siendo titularidad de Hitachi. En 2002, la compañía se fusionó con Marantz para formar D&M Holdings. El 1 de marzo de 2017, Sound United LLC completó la adquisición de D+M Holdings.

## Historia

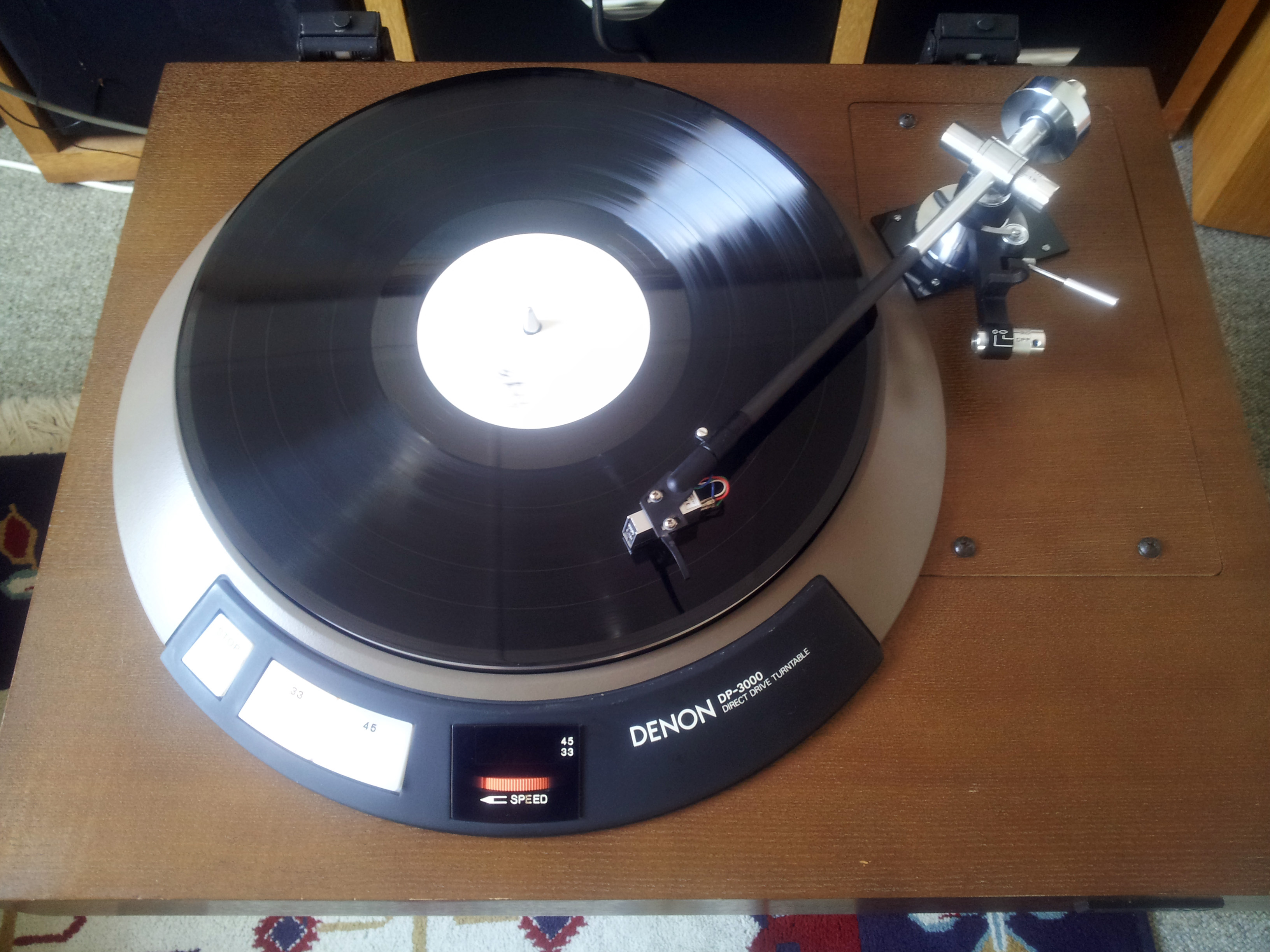
Giradiscos Denon

La compañía se estableció originalmente en 1910 como parte de la Nippon Chikuonki Shokai (Japan Recorders Corporation), un fabricante de discos de una cara y gramófonos. Inicialmente, la compañía se llamó Nippon Denki Onkyō Kabushikigaisha (日本電氣音響株式會社 Japan Electric Sound Company?), que se redujo a Denon. Participaba activamente en la producción de sistemas de sonido y aparatos eléctricos, y posteriormente se fusionó con otras empresas relacionadas, que adoptaron el nombre de Denon.
Siguieron una serie de fusiones y vinculaciones empresariales durante las décadas siguientes, ya que primero se fusionó con la Japan-US Recorders Manufacturing en 1912, y luego en 1928 se introdujo la marca "Columbia" cuando la empresa se convirtió en Japan Columbia Recorders. Otro cambio de nombre se produjo en 1946, cuando la empresa se rebautizó como Nippon Columbia.
La marca Denon se estableció por primera vez en 1947 cuando Nippon Columbia se fusionó con la Denki Onkyo Japan. D&M Holdings Inc. se creó en mayo de 2002, cuando Denon Ltd y Marantz Japan Inc. se fusionaron. El 1 de marzo de 2017, Sound United LLC completó la adquisición de D+M Holdings.
En la actualidad, la empresa se especializa en equipos de audio y cine en casa profesionales y de consumo, incluidos receptores de audio y vídeo, controladoras de DJ, reproductores de Blu-ray, sintonizadores, auriculares y sistemas de música inalámbricos. Denon también es conocido por sus receptores de alta gama y sus cápsulas de bobina móvil para tocadiscos. Dos modelos de la serie M, Denon M31 y M30, fueron los equipos de alta fidelidad de radio de mayor éxito a mediados de la década de 2000. Desde su lanzamiento al mercado del micro DAB de alta fidelidad, han recibido varios premios en Europa.

## Cronograma de la producción

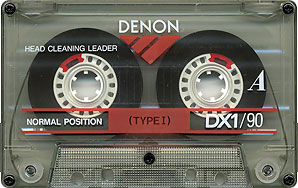
Cinta de casete de audio Denon DX1/90

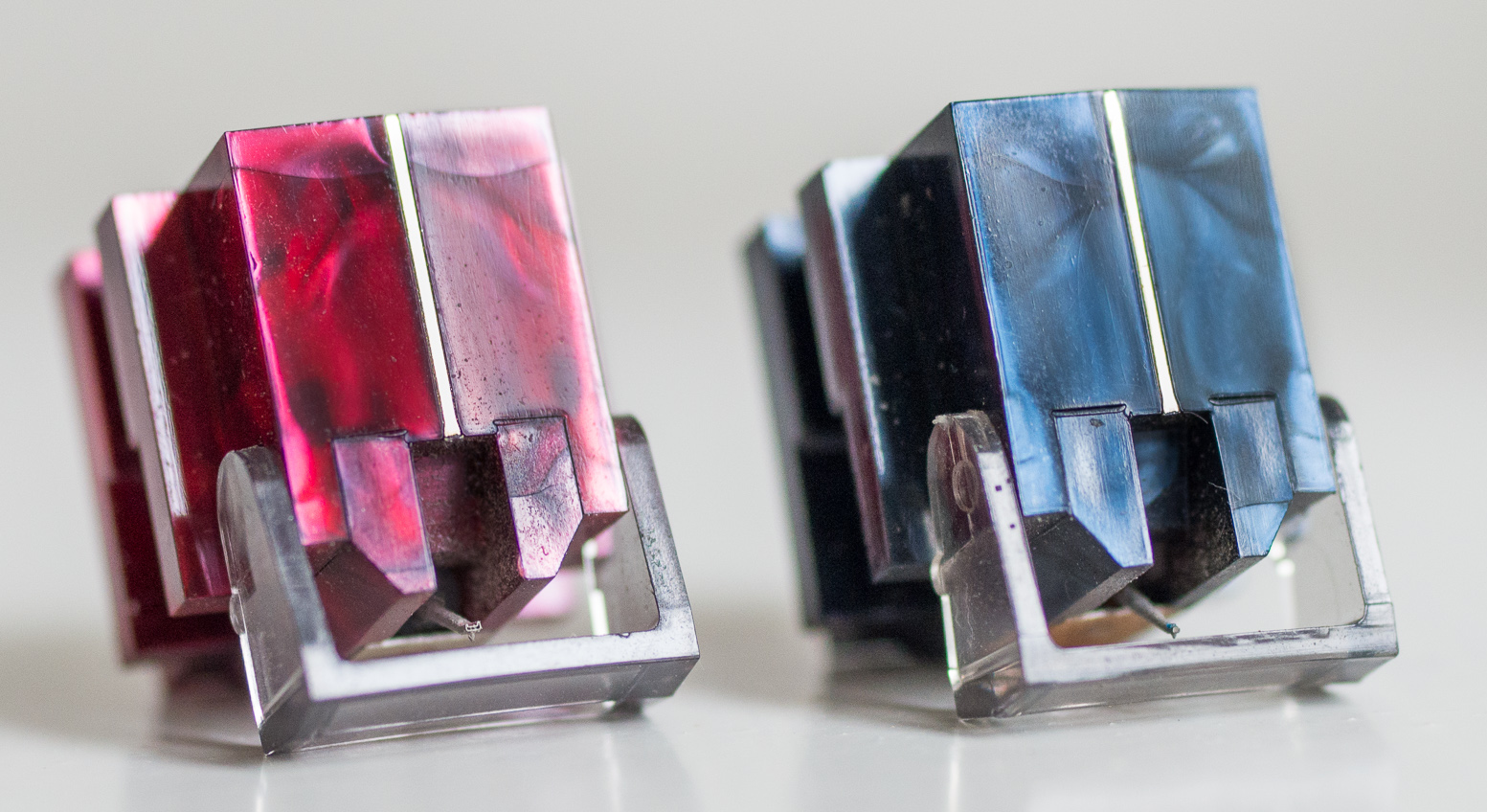
Denon DL-110 y 160, cápsulas MC de alto rendimiento para tocadiscos (desde 1984)

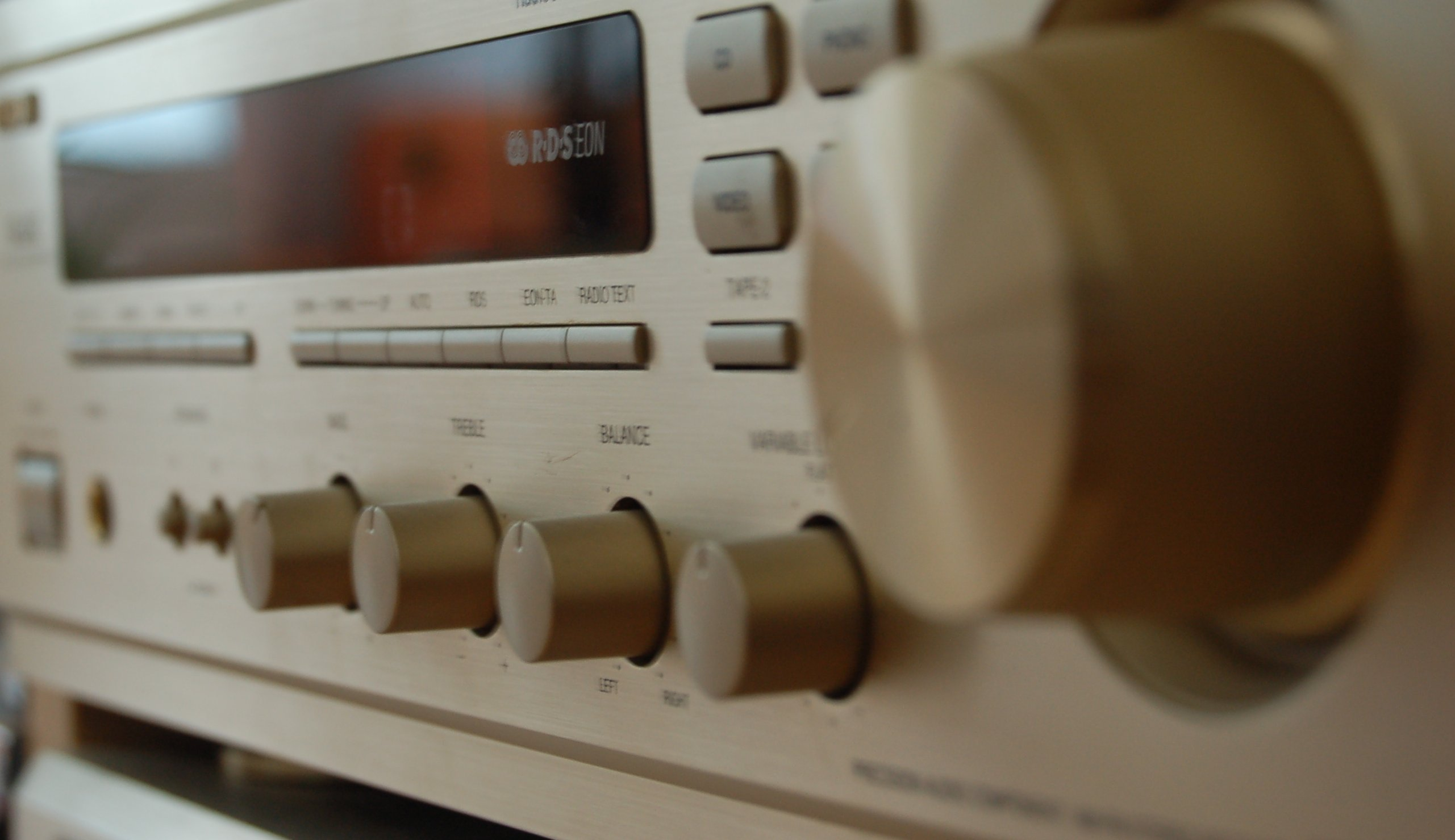
Receptor Denon RDS DRA-1000 (1999-2001)

- 1910 Fabricante de discos de una cara  y gramófonos.
- 1939 Se lanza la primera grabadora de discos de uso profesional para la industria de la radiodifusión y el torno de corte de discos.
- 1951 Comienza la venta del primer LP de Japón.
- 1953 Lanzamiento de la grabadora de cinta de uso profesional para la industria de la radiodifusión.
- 1958 Introducción de la venta de discos estéreo.
- 1959 Se inicia la producción de cintas de audio de bobina abierta.
- 1962 Introducción de la serie Elepian de pianos electrónicos.
- 1963 Desarrolló la cápsula fonográfica DL-103.[5]
- 1964 Inicio de la venta de cintas de audio.
- 1971 Comienzo de la producción de componentes de audio de alta fidelidad, incluidos tocadiscos, amplificadores, sintonizadores y altavoces.
- 1972 Introducción de la primera grabadora digital de 8 canales del mundo.
- 1977 Recibió el premio "Trend-Setter Award" de la revista Billboard de Estados Unidos por su destacada contribución a la industria.
- 1980 Galardonado con el Diploma de Honor del XIII Premio Técnico Internacional de Montreux.
- 1981 Desarrolló un reproductor de CD de uso profesional.
- 1984 Presentó el formato CD-ROM.
- 1988 Introdujo la gama de amplificadores AV a su gama de productos.
- 1990 Galardonado con tres premios de componentes en la Feria de Alta Fidelidad de París. Se presentó la línea de auriculares.
- 1993 Desarrolló el reproductor de CD para DJ de dos pisos DN-2000F.[6] Otros modelos tempranos fueron el DN1000F, DN2000F y el DN2500F. También fabricó el único reproductor de MiniDisc doble del mundo diseñado para el uso de DJ.[7]
- 1994 Galardonado con el premio European Audio Innovation of the Year.
- 1999 Primer sistema de cine en casa THX-EX del mundo (THX Extended para proporcionar un sonido envolvente más completo).[8]

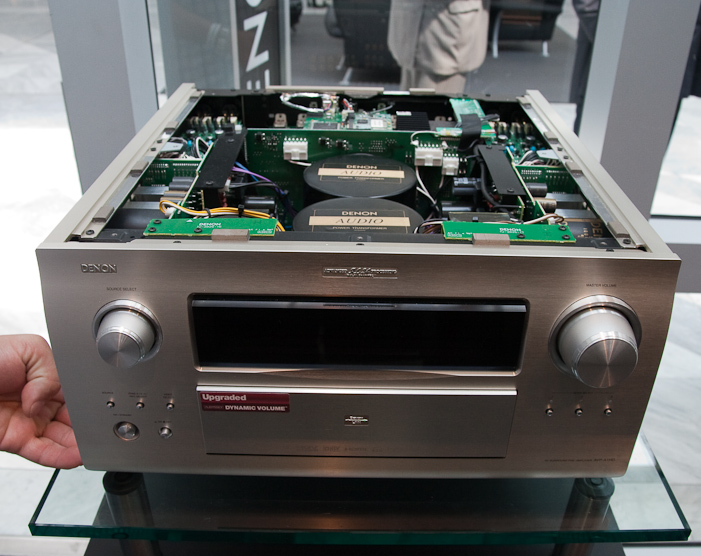
Denon AV (High End Munich, 2009)

- 2001 Produjo el primer Mini sistema con sonido envolvente 5.1.
- 2002 Tecnología de enlace Denon desarrollada para mejorar la conectividad digital.[9]
- 2004 Lanzamiento del primer producto de consumo del mundo con HQV (Hollywood Quality Video).[10]
- 2006 Denon presentó el cable Ethernet AK-DL1 CAT5 de 1,5 m de largo. No fue hasta mediados de 2008 que causó controversia debido a su alto precio (499 dólares) y las afirmaciones de la compañía de que el cable estaba "diseñado para los entusiastas del audio" y "resaltaría todos los matices" en las señales de audio digital transmitidas por el cable, a pesar del hecho de que incluso el cable Ethernet más pobremente fabricado ofrecería una calidad idéntica para audio digital en una longitud similar.
- 2007 Lanzamiento del preamplificador AVP-A1HDCI y el conjunto correspondiente del amplificador de potencia POA-A1HDCI que marca las primeras adiciones de la compañía a una nueva línea de componentes de alto rendimiento a medida.[11]
- 2008 Anunció el primer reproductor universal de Blu-ray del mundo capaz de reproducir DVD-Audio y SA-CD.[12]
- 2012 Presentación de una nueva línea de auriculares con aplicaciones para iOS. Los auriculares se dividen en diferentes grupos de estilo de vida de la siguiente manera: auriculares Exercise Freak (para uso deportivo/fitness), auriculares Globe Cruiser (para viajes), auriculares Music Maniac (con un ecualizador plano) y auriculares Urban Raver (que proporcionan un rendimiento de graves mejorado).[13]
- 2014 Denon se aventuró en los sistemas de sonido inalámbricos para varias habitaciones, lanzando su nuevo conjunto de altavoces inalámbricos denominados HEOS, lanzados como HEOS 3, HEOS 5 y HEOS 7.[14]
- 2015 Agregó nuevos elementos a su sistema de sonido inalámbrico multisala, al lanzar HEOS 1 y HEOS Go Pack, junto con el HEOS HomeCinema.
- 2016 Introducción del sistema HEOS en los modelos superiores de la serie X. Para los HEOS de la serie 2, todos cuentan con Bluetooth y audio de alta resolución.
- 2017 Denon introdujo HEOS en la serie S (AVR-S730H / AVR-S930H) y todos los modelos de la serie X ahora disponen de HEOS. Se lanzó HEOS Soundbar, HEOS Subwoofer y HEOS AVR.
- 2018 Lanzó el primer receptor de audio/video 13.2 del mundo, con la presentación del AVR-X8500H / AVC-X8500H en el Consumer Electronics Show (CES) de Las Vegas, Nevada.
- 2020 Denon presentó los primeros receptores de audio / video de canal compatible con HDMI 2.1 8K con su línea AVR-X a partir de AVR-x2700h, AVR-x3700h, AVR-x4700h y AVR-x6700h. También ha anunciado que permitirán actualizaciones de hardware del AVR-x8500h para funciones 8K.